# Fondation Mayshad
 (janvier 2019).
La Fondation Mayshad est une organisation non gouvernementale basée aux États-Unis, avec une filiale au Maroc. 
Depuis sa création en 2014 par Nezha Alaoui, la Fondation a mis en place des projets sociaux innovants dans des zones rurales en Afrique, au profit de communautés marginalisées notamment des jeunes et des femmes, ayant pour objectif l’amélioration des conditions de vie de ces communautés par la mise en place d’activités génératrices de revenus.

## Projets
Les projets mis en place sur le terrain sont le fruit de concertations avec les communautés locales, de l’expertise de l’équipe Mayshad jumelées aux solutions qui ressortent des rencontres et conférences qui sont organisées sur des thèmes comme l’éducation, l’entreprenariat et la mobilisation des jeunes et des femmes à l’effet de développer leurs rôles dans la société civile.
À travers les différents programmes, des solutions pragmatiques et innovantes sont apportées aux problématiques locales et s’alignent aux objectifs de développement durable de l’agenda 2030 des Nations unies.

## Réalisations
- Novembre 2018 : Conférence au siège de l’Unesco à Paris sur le thème : L’engagement des institutions privées dans le développement des communautés africaines à travers l’éducation, l’entreprenariat des femmes et l’innovation sociale[3].
- Juin 2018 : Lancement du premier Festival Mayshad à Marrakech, une extension des actions de la Fondation. Durant une semaine, les participants du festival ont pu profiter d’une immersion culturelle, participer à des activités sociales dans la région de Marrakech, assister à des performances artistiques reflétant l’art de diverses régions au Maroc dont un concert unique de musique classique dans le désert d’Agafay animé par un orchestre composé des meilleurs musiciens des États-Unis et sous la direction artistique du maestro Joel Revzen, chef d’orchestre du ‘Metropolitan Orchestra’ de New York[4].
- Avril 2018 : Action sociale à Thiès, au Sénégal. Appuyés par Mme Senabou Gaye Touré, présidente du département de Thiès, Mme Alaoui ainsi que les membres de son conseil d’administration ont pu évaluer sur le terrain les besoins des communautés locales dans le but de mettre en place des projets sociaux innovants en lien avec la stratégie de développement du département et la vision communautaire de la croissance[5].
- Février 2018 : Action Sociale à Guelmim, Maroc. Dans le cadre de cette initiative, la coopérative Touzlimat, spécialisée dans la production d’huile d’argan, a bénéficié d’une évaluation de projet et d’une mise à niveau des standards d’emballage. Le produit a également intégré la gamme de produits distribués par la Fondation Mayshad[6].
- Avril 2017 : Première action sociale à l’extérieur du Maroc, à Madagascar. Lors de cette action ponctuelle, des produits de première nécessité ont été distribués à plusieurs familles issues de différents bidonvilles[7].
- Mars 2016 : Action sociale dans la ville de Tan-Tan auprès de la coopérative de couscous, de pain et de pâtisseries « Abouch ». En partenariat avec Mama Abouch, gérante de la coopérative, la Fondation a organisé la dégustation du plus grand couscous du Maroc Saharien. Cette action visait à appuyer les femmes de cette coopérative et à promouvoir le couscous en tant que plat traditionnel national[8].
- Décembre 2015 : la Fondation Mayshad a lancé un projet en partenariat avec l’Ambassade de la Pologne au Maroc afin d’aider la coopérative de femmes pour le développement de la femme et de la fille Aguni, une coopérative de production de couscous située à Douar Agadir Lahna, à Tata. Cette initiative a été entreprise afin d’accompagner les différentes coopératives de cette région à produire et vendre leur couscous[9].
- Novembre 2015 : la Fondation a lancé son premier programme social en partenariat avec l’Initiative Nationale pour le Développement Humain et Orascom Dévelopment dans la région de Tan-Tan. Le programme est venu en aide aux enfants de la région pour trouver une solution au problème du transport scolaire[10].